# Київські губернські відомості
Ки́ївські губе́рнські відо́мості (рос. дореф. Кіевскія губернскія вѣдомости) — офіційна урядова газета, що видавалася з 1838 по 1917 рік у Києві. Спочатку газета видавалася щотижня, а з 1866 року виходила тричі на тиждень (у вівторок, четвер і суботу). Виходила російською мовою.
Газета складалася з офіційної та неофіційної частин. В офіційній частині публікувалися розпорядження уряду і місцевої влади, різні казенні оголошення. У неофіційній частині друкувалися місцеві, всеросійські та світові новини, різні статті про історію, етнографію, археологію, економіку Київської та сусідніх губерній, повідомлення по веденню сільського і домашнього господарства, медицині, різні приватні і комерційні оголошення. У газеті публікувалися О. О. Андрієвський, О. М. Лазаревський, П. С. Єфименко, Д. І. Багалій.
Редакція знаходилась у будівлі присутствених місць (нині площа Богдана Хмельницького).
Редактор «Київських губернських відомостей» Микола Олексійович Чернишов у другій половині 1859 року разом з Альфредом фон Юнком почав випуск газети «Київський телеграф».